# Wacław Jarmołowicz
Wacław Jarmołowicz (ur. 13 lutego 1944 w Zdzięciole (powiat Nowogródek), zm. 19 marca 2018) – polski ekonomista, profesor nauk ekonomicznych związany z Uniwersytetem Ekonomicznym w Poznaniu. Profesor zwyczajny Wyższej Szkoły Bankowej w Poznaniu, dyrektor Instytutu Finansów.

## Życiorys
W 1990 r. uzyskał stopień doktora habilitowanego nauk ekonomicznych na podstawie rozprawy pt. Systemowe uwarunkowania i mechanizmy regulacji płac w przedsiębiorstwie na Akademii Ekonomicznej w Poznaniu. W latach 1990–1991 zastępca dyrektora Instytutu Teorii Ekonomicznych. Od 1991 do 1993 r. prodziekan, a następnie dziekan (1993-1999) Wydziału Ekonomii. Od 1999 r. kierownik Katedry Makroekonomii i Badań nad Gospodarką Narodową Uniwersytetu Ekonomicznego w Poznaniu. W 2006 r. uzyskał tytuł profesora. Wykładał również w Wyższej Szkole Zarządzania i Bankowości w Poznaniu. Pochowany na Cmentarzu św. Jana Vianneya w Poznaniu.
Ponadto pełnił funkcje:
- Członka Senatu, Przewodniczącego Senackiej komisji ds. Nagród i Odznaczeń Uniwersytetu Ekonomicznego w Poznaniu,
- Członka Zarządu Krajowego Polskiego Towarzystwa Ekonomicznego oraz Zarządu Oddziału Wojewódzkiego w Poznaniu,
- Członka Rady Programowej "Ekonomisty”
- Członka Komitetu Nauk Ekonomicznych Polskiej Akademii Nauk
- Członka Korpusu Ekspertów przy Narodowym Centrum Nauki

Specjalizował się w makroekonomii, teorii ekonomii, gospodarowaniu pracą, polityce gospodarczej i teorii i polityce płac.
Promotor kilkunastu prac doktorskich i recenzent ponad dwudziestu prac doktorskich i habilitacyjnych. Konsultant i ekspert organizacji gospodarczych i instytucji rządowych.
Odznaczony m.in. Złotym i Srebrnym Krzyżem Zasługi, Medalem Komisji Edukacji Narodowej, Krzyżem Kawalerskim Orderu Odrodzenia Polski, Złotą Odznaką Polskiego Towarzystwa Ekonomicznego.
W 2011 r. w rankingu Najlepszych Polskich Ekonomistów przeprowadzonym przez Gazetę Bankową zajął 10. miejsce. Rok później był czternasty.

## Wybrane publikacje książkowe
Autor i współautor ponad 200 publikacji. Autor książki "Systemowe uwarunkowania i mechanizmy regulacji płac w przedsiębiorstwie” (AE – 1989) oraz współautor monografii „Polityka gospodarcza na rynku pracy w warunkach transformacji i integracji gospodarczej” (AE – 2005).
Ponadto był redaktorem naukowym i zarazem współautorem licznych prac zbiorowych, m.in.:
- „Od i do gospodarki rynkowej” (PTE, AE 1992);
- „Problemy teorii i polityki ekonomicznej okresu transformacji” (AE 2001);
- „Rynek pracy w warunkach zmian ustrojowych” (AE 2003);
- „Gospodarka polska w warunkach integracji europejskiej” (AE 2005);
- „Funkcjonowanie gospodarki rynkowej w Polsce. Aspekty makro i mikroekonomiczne” (AE 2005);
- „Gospodarowanie pracą we współczesnym przedsiębiorstwie. Teoria i praktyka” (Forum Naukowe 2007);
- "Podstawy makroekonomii" (Poznań 2008)
- „Rynek pracy a koniunktura gospodarcza" (Poznań 2011)
- „Liberalne przesłanki polskiej transformacji gospodarczej" (PWE 2011)
- „Liberalizm ekonomiczny w dobie transformacji, integracji i globalizacji" (Wydawnictwo UEP, Poznań 2012).